# Hope (Québec)
Pour les articles homonymes, voir Hope.
Hope est une municipalité de canton dans Bonaventure, en Gaspésie–Îles-de-la-Madeleine, au Québec (Canada).

## Toponymie
Le canton de Hope a été nommé en l'honneur du colonel britannique Henry Hope (vers 1746-1789), lieutenant-gouverneur de Québec de 1785 à 1789.

## Histoire
Le canton fut arpenté vers 1786. À cette époque, le canton comprenait également les territoires de Hope Town, Paspébiac et Saint-Godefroi.
En 1913, Saint-Godefroi se sépare du canton et, en 1936, Hope Town devient une municipalité séparée.
Durant la crise des années 1930, le clergé, le gouvernement du Québec et le gouvernement du Canada encouragent un retour à la terre. C'est dans ce contexte que la colonisation du haut du canton de Hope conduit à la création de la municipalité de Saint-Jogues à partir de 1930.
Les colons qui s'établissent à Saint-Jogues proviennent du diocèse de Chicoutimi et des villages voisins de Paspébiac et de Saint-Godefroi.
En 1937, la population de Saint-Jogues est de 300 personnes.

## Géographie
Son territoire comprend le village de Saint-Jogues.
La rivière Paspébiac traverse la municipalité d'ouest en est et la Rivière Hall en touche le nord-ouest en direction sud-ouest.

## Démographie
| 1996 | 2001 | 2006 | 2011 | 2016 | 2021 |
| ---- | ---- | ---- | ---- | ---- | ---- |
| 822  | 746  | 878  | 630  | 568  | 584  |

## Langue maternelle[6]
- Anglais comme langue maternelle : 17.3 %
- Français comme langue maternelle : 80,9 %
- Anglais et français comme langue maternelle : 0 %
- Autre langue maternelle : 1,7 %

## Administration
Les élections municipales se font en bloc pour le maire et les six conseillers.
| Hope Maires depuis 2001                                                                                              |               |         |          |
| Élection | Maire         | Qualité | Résultat |
| 2001 | Hazen Whittom |         | Voir     |
| 2005 | Hazen Whittom | Voir    |          |
| 2009 | Hazen Whittom | Voir    |          |
| 2013 | Hazen Whittom | Voir    |          |
| 2017 | Hazen Whittom | Voir    |          |
| 2021 | Hazen Whittom | Voir    |          |
| Élection partielle en italique Depuis 2005, les élections sont simultanées dans toutes les municipalités québécoises |               |         |          |